# María Calderón
María Calderón   (Madrid, 1611 - Valfermoso de las Monjas, 1646), coneguda també com La Calderona i Marizápalos, va ser una actriu castellana. Va ser amant de Felip IV de Castella, amb qui va tenir Joan Josep d'Àustria.
Va ser reclosa pel rei al monestir de Sant Joan Baptista a Utande, del que va esdevenir abadessa el 1643.
La Serra Calderona del País Valencià va batejar-se en honor seu ja que segons una llegenda va escapar-se del convent i va refugiar-se en aquesta serra escapant del rei.